# Авив Некрески
Авив Некрески, или Абиб Кахетијан ( 510. - око 570.) - епископ Некрески у Кахетији; ученик преподобног Јована Зедазнијског, један од 13 сиријских очева.
Дошао је на захтев краља Парсмана VI и архиепископа Евлавија са учитељем и ученицима у Картли средином VI века и настанио се на планини Зедазени, служио је као ђакон у манастиру Зедазенски који је основао његов учитељ Јован.
Бавио се активном мисионарском делатношћу, обилазио је градове и села, борећи се против сујеверја, примао је у хришћанство Кахетинце из Арагвиспирија (данас Душети општина Мцхета-Мтијанетија), позивао народ да се чврсто држи хришћанске вере. Борио се против утицаја званичне религије Ирана (зороастризам). Недалеко од Некреске цркве, светитељ је светом водицом угасио огњени храм који су обожавали Зороастријанци.
Персијски владар, забринут због успешне мисије светитеља, нареди да му доведу епископа. Ратници наоружани тољагама, везавши монаха, довели су га до владара. На путу је Авив Некрески је претрпео многе увреде и батине од војника. Стигавши до циља, затворен је и оптужен за гашење ватре и да је „убио је Бога“. Уз огромно окупљање народа, цар је предложио светитељу да се одрекне хришћанске вере, што је он одбио. Авив Некрески је убедљиво доказао недоследност зороастризма, наводећи као доказ пример немоћи ватре над другим елементима природе и оптужио владара за идолопоклонство, због чега је био подвргнут бичевању и страшним мучењима, али то није поколебало светитеља. Тада је владар наредио погубљење светитеља. Био је каменован до смрти, његово тело је вучено кроз град и бачено на комаде зверима и птицама грабљивицама. Остаци тела светитеља дуго су лежала ван града, али ни животиње, ни птице, ни грабљивци нису дотицале свете мошти. Касније су монаси тајно однели мошти светитеља и часно их сахранили на територији манастира Самтавро.
Житија Авива из Некреса укључене су у текстове Житија других сиријских отаца. Одвојено дело о Авиву Некреском, састављено у 6.-7. веку, није доспело до нас. Сачуван је текст „Житија“ светитеља, заснованог на делима католикоса Картли Арсена I Великог.
Спомен у Православној Цркви му се даје 7 (20) мај (по јулијанском календару) и 29. новембар (12. децембар).
Мошти светог Авива сада почивају у граду Мцхету. Поштован као један од оснивача грузијског монаштва.